# Miki Ishikawa
Miki Ishikawa (Denver, Colorado, 29 de julio de 1991) es una actriz y cantante nipona-estadounidense. Formó parte del grupo T-Squad. Ishikawa empezó en la industria de la televisión a la edad de 6 años.
En 2004 le dieron un papel en el show de Nickelodeon, Zoey 101, como Vicky. 
Actuó en una de sus dos primeras películas de comedia romántica Yours, Mine and Ours, junto a Dennis Quaid y Rene Russo, actuando como Naoko North, la chica que graba un documental sobre su familia. El 3 de agosto de 2005 aparece en la película 3 The Hard Way, con el papel de Madison, donde obtuvo su primer papel principal en una película.

## Filmografía
| Cine | Cine                 | Cine        | Cine |
| Año  | Película             | Papel       |      |
| ---- | -------------------- | ----------- | ---- |
| 2005 | Yours, Mine and Ours | Naoko North |      |
| 2005 | 3 the Hard Way       | Madison     |      |
| 2013 | Make Your Move       |             |      |

| Serie de televisión | Serie de televisión               | Serie de televisión | Serie de televisión |
| Año                 | Serie                             | Papel               |                     |
| ------------------- | --------------------------------- | ------------------- | ------------------- |
| 2004                | Zoey 101                          | Vicky               |                     |
| 2021                | The Falcon and the Winter Soldier | Leah                |                     |